# ジピベフリン
ジピベフリン（英: Dipivefrine）はアドレナリンのプロドラッグであり、開放隅角緑内障の治療に用いられる。0.1%点眼剤として使用することが出来る。

## 作用機序
角膜に点眼した場合、浸透して、エステラーゼによりアドレナリンに加水分解される。アドレナリンになると、α1受容体刺激により毛様体血管が収縮するため、眼房水産生が抑制される。また、毛様体上皮細胞へのα2受容体刺激によっても眼房水の産生を抑制する。さらには、β2受容体を刺激して、ブドウ膜の血管を拡張したりプロスタグランジンの産生を増加させることにより、ブドウ膜強膜流出路からの眼房水の流出を促進する。このため、眼圧が低下する。
なお、隅角や前眼房が浅いなど眼圧上昇の素因を持つ患者に用いると、副作用として急性閉塞隅角緑内障を発症する恐れがある。